# ناکسویل (ایلینوی)
ناکسویل، ایلینوی (به انگلیسی: Knoxville, Illinois) یک شهر در ایالات متحده آمریکا با جمعیت ۳٬۱۸۳ نفر است که در ایلی‌نوی واقع شده‌است.